# Phonoscène

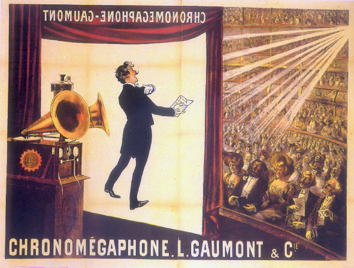
Una publicidad para el Cronófono que presenta una phonoscène

Phonoscènes es el nombre dado por el industrial Léon Gaumont a las películas de cine sincronizadas con grabaciones fonográficas según el procedimiento del cronófono desarrollado por Georges Demenÿ, un tránsfuga de la "Station physiologique" (laboratorio) de Étienne-Jules Marey. Los Phonoscènes se grabaron a partir de 1902 bajo la dirección de Alice Guy, la primera mujer directora de cine. Se trata de los primeros ejemplos de películas musicales, después de las del Phono-Cinéma-Théâtre.
El cronófono era basado en la sincronización aproximada de un fonógrafo con una cámara cinematográfica, primero en el formato Gaumont de 58 mm y luego en el formato estándar internacional, el 35 mm de Thomas Edison. La sincronización era realizada por el mismo dispositivo durante la proyección. Cada máquina arrancaba al mismo tiempo, pero no había ningún vínculo - ni mecánico ni eléctrico- entre las dos, para asegurar y mantener cualquier sincronización del desarrollo de la película con la emisión del sonido. 
La técnica de fabricación consistía primero en grabar una canción en un cilindro de cera (y más tarde en un disco de cera) mediante una aguja de acero activada por las vibraciones del sonido en la membrana que la transportaba. Después, en el plató, la cámara se ponía en movimiento al mismo tiempo que un fonógrafo: es lo que hoy se conoce como playback; el cantante seguía tanto la grabación de su propia voz como la orquesta que lo acompañaba. Después, sobre el escenario de rodaje, se ponía en movimiento la cámara al tiempo que un phonographe : es este que se llama hoy un playback ; el cantante seguía la grabación de su propia voz y de la orquesta de acompañamiento. El truco consistía en evitar volver a rodar por un error de grabación o de interpretación. Las fonoscenas se presentaban en un plano completo (llamado plano medio) de unos 3 minutos. Para las actuaciones que no eran canciones (sketches, monólogos), el grabado se realizaba en el propio plató, en el momento del rodaje. Un gran número de Phonoscènes utilizaban un disco ya comercializado por una casa fonográfica (Por ejemplo: Odeon, Zonophone, Gramophone, Fonotipia, Ideal, Favorit, APGA, Appolon, Aerophone) en el que el artista cantaba en playback.
La producción de phonoscènes puede ser clasificada en cuatro categorías : canciones, aires de ópera popular, aires de opérettes y finalmente una última categoría que reagrupa las escenas de baile, los monólogos, saynètes, asaltos de escrime. Otra apelación, las filmparlants reúne de las saynètes cómicas.

## La era de las phonoscènes (1902-1917)
La producción experimental debuta en 1902. El primer catálogo data de 1907. Desacreditada al estallar la Primera Guerra mundial, que destabilizó el cine europeo (as producciones de Georges Méliès se detuvieron por ejemplo), la difusión de las Phonoscènes cesó definitivamente en 1917.
Unos Phonoscènes fueron presentados al teatro de la #39.º en Nueva York entre el 5 y el 7 de junio de 1913.
Jean-Jacques Meusy estima a 774 el número de Phonoscènes producidas por Gaumont.
El catálogo on-line del archivo Gaumont-Pathé cuenta con 140 piezas.
Antes los Scopitones y los Cinéphonies, la era de las phonoscènes presentaba una de las « historias paratactiques » del videoclip,.

### Difusión
Los phonoscènes primero son presentadas durante sesiones excepcionales organizadas por Léon Gaumont en la academia de las ciencias. Gaumont reproduce así la estrategia de Thomas Edison y de los hermanos Lumière : hacer validar los avances técnicos por las instituciones académicas. A partir de 1907, la distribución se amplía (ferias, burdeles, brasseries, cafés-concierto, etc.) al mismo tiempo que se consolida la proyección cinematográfica. A partir de 1910, la distribución fue a la vez regular (4 nuevas fonoscenas por semana) y masiva (varios miles de espectadores al día en París).

#### Lyon
Además de las proyecciones para feroas, Martin Barnier evoca difusiones al Nuevo Alcázar en #marzo-abril 1910 y después a la Scala del verano 1912 hasta la declaración de la guerra de 1914-1918.

#### Montpellier
Martin Barnier evoca una difusión masiva (miles de espectadores) al Hipódromo de Montpellier en 1910. A la misma época, de las proyecciones-synchronisations regulares tuvieron lugar en la cervecería Guillaume-Tell.

#### Saint-Étienne
Proyecciones masivas en la sala Gaumont de la ciudad a contar del 25 de abril de 1913 hasta la declaración de guerra.

#### Toulouse
Les Nouveautés (anteriormente cine Gaumont-Nouveautés del boulevard Carnot, hoy cerrado) presentó unos Phonoscènes en diciembre de 1907.

#### París
Entre 1910 y 1917, cuatro Phonoscènes fueron presentadas semanalmente en primera parte de programa de los cines parisienses Gaumont. Dos al Gaumont Hotel de lujo y dos demás (diferentes) al Cine-Teatro-Gaumont (7, boulevard Poissonnière), en París.

### Atribución
La realización de las phonoscènes fue asegurada al principio por Alice Guy después por Louis Feuillade.
Según Bernard Bastide, Étienne Arnaud dirigió once Phonoscènes de ópera :
- (n° 301) Valse extraído de Roméo y Juliette  Rodaje el 9 de enero de 1907.
- (n° 302) Cavatine extraído de Roméo y juliette  Rodaje el 9 de enero de 1907.
- (n° 303)  Rachel, cuando al Señor extraído de La Judía  Rodaje 16-18 de enero de 1907.
- (n° 304) Cavatine extraído de La Judía– CAVATINE  Rodaje 16-18 de enero de 1907.
- (n° 305) Dios me ilumina extraído de La Judía Rodaje 16-18 de enero de 1907.
- (n° 306) Dúo del 4.º acto extraído de La Judía Rodaje 16-18 de enero de 1907.
- (n° 308) Evocación de las Nonnes extraído de Robert el Diablo Rodaje el 16 de enero de 1907 ; 26 de agosto de 1907.
- (n° 319) Para tanto de amor, extraído del Favorito Rodaje el 15 de marzo de 1907.
- (n° 320) Ô Mi Fernand, extraído del  Favorito Rodaje el 15 de marzo de 1907.
- (n° 321) Dúo del 1.º acto extraído del Favorito Rodaje el 15 de marzo de 1907.
- (n° 322) Jardines del Alcázar extraído del Favorito Rodaje el 15 de marzo de 1907.

En Inglaterra, Artur Gilbert, para la cuenta de la Gaumont-British Picture Corporación, sincroniza 33 en 1906, 54 en 1907 y 15 en 1908 [réf. . Sin duda asiste a la sesión especial organizada para presentar la invención a la reina consort Alexandra de Dinamarca, el 4 de abril de 1907, y durante la cual están presentadas :
- El Aire del Miserere (extrae del Trouvère de Verdi)
- The Captain Song (extrae del operette H.M.S. Pinafore de Gilbert y Sullivan)
- Tit-Willow (extrae de la ópera cómica El Mikado de Gilbert y Sullivan)
- This Little Girl and That (extrae de la pieza musical The Little Michus de Albert Vanloo, Georges Duval y André Mensajero)
- La Serenade salida de Faust

## Primera exhumación
En los años cincuenta, un "cinquantenaire del cine sonoro" (en 1952?) intenta de rehabilitar la memoria de las phonoscènes durante una sesión especial que presenta el Chronophone conservado al Museo de los artes y oficios o al Conservatoire nacional de los artes y oficios<refnecf>.

## Difusión en televisión

### Final de los años 1970
Varios Phonoscènes fueron difundidas a la televisión durante la temporada de 1977-1978 en la emisión semanal Domingo Martin producida y animada por Jacques Martin. Las secuencias «El Musical del Más allá» o el « gran Álbum »  permite a Pierre Philippe de « transformarse en menor de fondo dentro del archivo Gaumont ». Mucho antes de que los historiadores no se interesan a los Phonoscènes, el gran público empezó a conocerlas gracias a esta emisión muy popular. Pierre Philippe realizó luego para Arte un documental en dos partes, La novela del music-hall, difundido en diciembre de 1993, en el cual fueron presentados igualmente algunas phonoscènes.

### Años 2000
Durante una noche Thema consagrada a finales de 2005 a la historia del videoclip, el corto documental Clipausaurus Rex de Philippe Truffault mencionó las phonoscènes (así como los song-slides) entre los más antiguos ancestros del videoclip. Algunas phonoscènes son editadas más adelante sobre DVD por Lobster o Gaumont.

## Algunos phonoscènes visibles en DVD o en Archivos franceces de la película
- (n° 136) El Anatomie del conscrit por Polin (sobre el DVD Gaumont El Cine primero vuelo. 1)
- (n° 147) Lilas blanco por Félix Mayol (visible sobre el DVD Gaumont El Cine primero vuelo. 1)
- (n° 149) La Polka de las trottins por Félix Mayol (visible sobre el DVD Gaumont El Cine primero vuelo. 1)
- (n° 153) A la cabane bambou por Félix Mayol  ()  on-line[réf.
- (n° 154) Cuestiones indiscrètes por Félix Mayol (visible sobre el DVD Gaumont El Cine primero vuelo. 1)
- (n° 155)  La Matchiche por Félix Mayol  ()  on-line[réf.
- (n° 167) El Verdadero Jiu-jitsu por Dranem (sobre el DVD Gaumont El Cine primero vuelo. 1)
- (n° 168) Five O'Clock Tea por Dranem (sobre el DVD Gaumont El Cine primero vuelo. 1)
- (n° 635) Lo que es que una bandera por Gaston Dona (visible sobre el DVD inclut en El Mudo tiene La palabra)[14]
- (n°672) Leyenda del Rey Gambrinus 1911 (visible sobre el DVD Lobster Película TIENE la investigación del sonido).
- (n° 710) Fumador de Opium por Adolphe Bérard, difundida al Gaumont Hotel de lujo 16 de mayo de 1913, visible sobre DVD[14]
- (n° 762) Tengo del Cine, última phonoscène difundida al Gaumont Hotel de lujo el 29 de junio de 1917.  visible sobre DVD[14]
- (n° 774) Chemineau anda, última phonoscène producida  visible sobre DVD.[5][14]